# Vertientes
Vertientes es uno de los trece municipios de la provincia de Camagüey. Se ubica al centro y sur de esta. Limita por el este con los municipios de Camagüey, Jimaguayú y Najasa; al norte, con Camagüey y Florida; al sur, con Santa Cruz del Sur, y al sudoeste con el mar Caribe, sobre el que posee 61 km de costa.
Vertientes se encuentra a 30 km de la ciudad de Camagüey, con la que se comunica por carretera y ferrocarril.

## Historia
En el año 1530 Vasco de Porcallo y Figuero —uno de los fundadores de la villa Santa María del Puerto del Príncipe— hizo construir un embarcadero en la costa sur del actual territorio de Florida, al que llamó Santa María de Vertientes.
Fue el primer puerto que tuvo la hoy provincia de Camagüey.
En la etapa colonial, el territorio perteneció primero a los partidos de Porcallo y San Pedro.
Después, en 1876, perteneció al término municipal del Puerto del Príncipe, como parte del barrio Yeguas.
Durante las gestas independentistas de 1868 y 1895, el actual territorio tuvo una activa participación en diferentes hechos históricos:
- el combate y muerte de El Mayor, en los potreros de Jimaguayú
- la Batalla de las Guásimas
- la Constitución de Jimaguayú y
- el desarrollo de más de treinta acciones bélicas.

A causa de la Primera Guerra Mundial en Cuba se produjo un proceso inversionista en la industria azucarera. Así los señores Carlos Álvarez González, Regino Arena y Antonio Oviedo Godals, oriundos de la ciudad de Cienfuegos, fundaron ante el notario López Aldazábal una compañía azucarera: Vertientes S. A. En 1918 se inició la construcción del central azucarero, en los terrenos de la finca Guasumal, del antiguo Hato de Jimaguayú. Hizo su primera prueba en la zafra 1921-1922. Sus dueños eran de Agramonte, de Estrella, del embarcadero de Vertientes y de grandes extensiones de tierra en el hoy Vertientes.
Debido al despoblamiento y al fomento de colonias cañeras, se produjo una fuerte inmigración, surgieron los bateyes y un poblado, que poco a poco fue ganando en importancia a orillas de la industria. El 3 de abril de 1923 se inauguró la vía férrea Vertientes-Camagüey y el 20 de junio de 1954 se concluyó la carretera Vertientes-Camagüey. A partir de ese momento el desarrollo pareció congelarse en el tiempo, y no fue hasta el triunfo de la Revolución Cubana (1959) que se inició un despegue económico que puso en función las potencialidades con que cuenta el municipio y que tiene su mayor exponente en la construcción del primer central azucarero construido por la Revolución en Camagüey, el Batalla de las Guásimas.

## Economía
La economía se basa en el cultivo y procesamiento de la caña de azúcar, la producción agropecuaria y la acuicultura.
Cuenta con:
- Dos complejos agroindustriales (Panamá, y Batalla de las Guásimas).

- Una empresa ganadera (Empresa Pecuaria Vertientes).

- Un CAI arrocero (Ruta Invasora).

- Cultivos varios.

## Demografía
Vertientes es el segundo municipio de la nación en extensión territorial, con 2004,67 km².
- Población residente: 53 467 habitantes (2004)[4]
  - Zona urbana: 31 760
  - Zona rural: 21 707
  - Población masculina: 27 650
  - Población femenina: 25 817.
- Densidad poblacional: 26 habitantes/km²,

Cuenta con 8 consejos populares, 1 comunidad directa («Las 500») y 58 comunidades.

## Salud
El municipio cuenta actualmente con:
- 145 médicos (1 cada 368 personas)
- 21 especialistas
- 18 estomatólogos
- 302 enfermeras (mujeres)
- 601 técnicos

Este municipio posee, además,
- un hogar materno
- una sala de terapia intensiva
- servicios de urgencia
- todos los recursos necesarios para atender a infartados y politraumatizados.

## Educación
La educación en el territorio se desarrolla con un total de 1690 trabajadores de la educación, de los cuales 1019 son docentes.
En el municipio hay 11344 educandos, distribuidos en 70 escuelas de las distintas educaciones, las cuales se encuentran ubicadas en 8 consejos populares y 56 comunidades rurales.

## Cultura
El municipio cuenta con las siguientes instituciones culturales:
- Casa de la Cultura «Carlos Monctezuma» ()
- Casa de Cultura Comunitaria «José Manuel Collazo» ()
- Biblioteca Municipal «Alejo Carpentier» () y dos sucursales.
- Museo Histórico Municipal ()
- Librería «Reynaldo León Llera» ()
- Centro Literario «José Martí» ()
- Cine Vertientes ()

## Fiestas
Entre las fiestas tradicionales se encuentran:
- los Festejos Populares
- la Fiesta de Inicio de la Zafra
- la Fiesta de Fin de Zafra,
- la Fiesta del Arroz
- Fiesta de la Industria Azucarera
- las Semanas de la Cultura en las comunidades (que ya son una tradición en el territorio)
- la Fiesta Municipal,
- las Jornadas de la Cultura Cubana.